# Bulbine vagans
Bulbine vagans är en grästrädsväxtart som beskrevs av E.M.Watson. Bulbine vagans ingår i släktet bulbiner, och familjen grästrädsväxter. Inga underarter finns listade i Catalogue of Life.